# 루팡 3세: 피보라의 이시카와 고에몬
《루팡 3세: 피보라의 이시카와 고에몬》(일본어: LUPIN THE ⅢRD 血煙の石川五ェ門)은 2017년 공개된 일본의 애니메이션 액션 스릴러 범죄 영화이다. 루팡 3세 시리즈의 세번째 작품이다.

## 출연

### 주연
- 쿠리타 칸이치 - 루팡 3세 역
- 코바야시 키요시 - 지겐 다이스케 역

### 조연
- 나미카와 다이스케 - 이시카와 고에몽 역
- 사와시로 미유키 - 미네 후지코 역
- 야마데라 코이치 - 제니가타 경부 역
- 하시 타카야 - 호크 역